# 穆羆
穆 羆（ぼく ひ、生没年不詳）は、北魏の軍人・政治家。本貫は代郡。

## 経歴
穆平国（穆寿の子）の子として生まれた。兄の穆伏干の後を嗣いで、宜都王に封じられた。新平長公主を妻に迎え、駙馬都尉の位を受けた。虎牢鎮将に任じられ、たびたび法を犯して罪に問われたが、孝文帝に赦免された。
征東将軍・吐京鎮将に転じた。西河胡が反乱を起こすと、穆羆はこれを討伐しようとしたが、離石都将の郭洛頭が命令に逆らって従軍しなかった。穆羆は上表して刑戮を請うたが、孝文帝は郭洛頭の官を免じるにとどめた。山胡の劉什婆が郡県を侵すと、穆羆は劉什婆を討ち滅ぼした。488年（太和12年）、北魏が吐京鎮を汾州と改めると、穆羆は汾州刺史に任じられた。胡民に人気のあった前吐京郡太守の劉升や前定陽県令の呉平仁を留任させるよう、孝文帝に請願して聞き入れられた。汾州の民の李軌や郭及祖ら700人あまりが平城の宮殿を訪れて、穆羆の恩徳を讃えた。
後に穆羆は平城に召還されて光禄勲となった。492年（太和16年）、異姓の王が一律に公に格下げされることとなり、穆羆は宜都王から魏郡開国公に降封された。鎮北将軍・燕州刺史に任じられ、広寧に駐屯した。まもなく都督夏州高平鎮諸軍事・鎮北将軍・夏州刺史に転じ、統万に駐屯した。さらに侍中・中書監に任じられた。496年（太和20年）に穆泰が反乱を起こしたとき、穆羆はひそかに穆泰と通じていたが、赦令が出た後にその事が発覚したため、封を削られて民とされた。後に家で死去した。宣武帝のとき、鎮北将軍・恒州刺史の位を追贈された。

## 子女
- 穆建（字は晩興、爾朱栄の妹を妻に迎え、爾朱栄の入洛後に鎮東将軍・金紫光禄大夫・征北将軍、済北郡開国公、後に散騎常侍・車騎大将軍・左光禄大夫・尚書北道行台并州事、長広王元曄が即位すると尚書右僕射を兼ね、まもなく侍中・驃騎大将軍、孝武帝の末年に驃騎大将軍・儀同三司・洛州刺史、東魏の天平年間に事件に連座して五原城の北で自殺した）
- 穆衍（字は進興、新興県開国子、通直常侍、行雲州事）

## 伝記資料
- 『魏書』巻27 列伝第15
- 『北史』巻20 列伝第8